# My Larsen
My Hollinger Larsen (ur. 9 lutego 1999 w Gentofte) – duńska curlerka, olimpijka z Pekinu 2022.

## Udział w zawodach międzynarodowych

### Kariera juniorska
| Rok  | Impreza                       | Gospodarz   | Skip drużyny   | Pozycja     | Miejsce     |
| ---- | ----------------------------- | ----------- | -------------- | ----------- | ----------- |
| 2016 | Mistrzostwa Świata Juniorów B | Lohja       | Mathilde Halse | rezerwowa   | 12. miejsce |
| 2019 | Mistrzostwa Świata Juniorów B | Lohja       | Mathilde Halse | otwierająca | 5. miejsce  |
| 2019 | Mistrzostwa Świata Juniorów B | Lohja       | Mathilde Halse | otwierająca | 3. miejsce  |
| 2020 | Mistrzostwa Świata Juniorów   | Krasnojarsk | Mathilde Halse | otwierająca | 6. miejsce  |

### Kariera seniorska

#### Curling kobiet
| Rok  | Impreza                     | Gospodarz     | Skip drużyny     | Pozycja     | Miejsce    |
| ---- | --------------------------- | ------------- | ---------------- | ----------- | ---------- |
| 2019 | Mistrzostwa Europy          | Helsingborg   | Mathilde Halse   | otwierająca | 7. miejsce |
| 2021 | Mistrzostwa Świata Kobiet   | Calgary       | Madeleine Dupont | rezerwowa   | 5. miejsce |
| 2021 | Mistrzostwa Europy          | Lillehammer   | Madeleine Dupont | otwierająca | 8. miejsce |
| 2022 | Zimowe Igrzyska Olimpijskie | Pekin         | Madeleine Dupont | otwierająca | 9. miejsce |
| 2022 | Mistrzostwa Świata Kobiet   | Prince George | Madeleine Dupont | otwierająca | 6. miejsce |

#### Curling mikstów
| Rok  | Impreza                    | Gospodarz | Skip drużyny | Pozycja     | Miejsce    |
| ---- | -------------------------- | --------- | ------------ | ----------- | ---------- |
| 2019 | Mistrzostwa Świata Mikstów | Aberdeen  | Tobias Thune | otwierająca | 5. miejsce |